# Nicolò Anselmi
Nicolò Anselmi (n. Génova, Liguria, Italia, 9 de mayo de 1961) es un obispo católico e ingeniero mecánico italiano.
Se licenció en Ingeniería mecánica por la Universidad de Génova.
Después de realizar el servicio militar, decidió ingresar en el Seminario Arquidiocesano de Génova, en el cual realizó toda su formación eclesiástica.
Finalmente fue ordenado sacerdote el día 9 de mayo de 1992, por el entonces cardenal-arzobispo metropolitano monseñor Giovanni Canestri.
Tras su ordenación sacerdotal, comenzó a ocupar numerosos cargos en la arquidiócesis de Génova. Después de sus capellanías fue pastor de la pastoral diocesana (1993-2007); asistente adicional de la juventud de Acción Católica (1994-2001); dirigió el ministerio juvenil en la Región Eclesiástica de Liguria (1997-2007); y fue responsable del ministerio juvenil a nivel nacional (2007-2012).
Posteriormente, además de su compromiso como pastor de jóvenes, asumió otros deberes como maestro religioso, en la pastoral y vocación pastoral verdadera. 
Fue vicario episcopal de la juventud, universidad y ministerio de deportes arquidiocesano, fue canónigo y Rector de la colegiata de la Basílica de Santa Maria delle Vigne.
Por toda su labor, en el mes de enero de 2012, el papa Benedicto XVI le otorgó el título honorífico de Prelado de honor de Su Santidad.
El 10 de enero de 2015, fue nombrado por el papa Francisco, como nuevo Obispo Auxiliar de Génova y Obispo Titular de la antigua Sede Eclesiástica de Útica (Túnez).
Recibió la consagración episcopal el día 8 de febrero de ese mismo año, en la Catedral de San Lorenzo, a manos del Cardenal-Arzobispo Metropolitano de Génova "Monseñor" Angelo Bagnasco. Sus co-consagrantes fueron el Cardenal-Secretario de la Administración del Patrimonio de la Sede Apostólica "Monseñor" Domenico Calcagno y el Obispo de Chiavari "Monseñor" Alberto Tanasini.
Entre sus aficiones, cabe destacar que es un apasionado motociclista y tiene una especial devoción por las motos de la marca Honda.